# Leptospermum fastigiatum
Leptospermum fastigiatum är en myrtenväxtart som beskrevs av Spencer Le Marchant Moore. Leptospermum fastigiatum ingår i släktet Leptospermum och familjen myrtenväxter. Inga underarter finns listade i Catalogue of Life.